# Schema (psicologia)
In psicologia cognitiva, uno schema è un modello di pensiero e comportamento che organizza le informazioni e le relazioni tra di esse. Può anche essere descritto come una struttura mentale di idee preconcette, una struttura che rappresenta alcuni aspetti del mondo o un sistema di organizzazione e percezione di nuove informazioni.
La teoria psicologica dello schema è probabilmente il più originale ed innovativo contributo di Frederic Bartlett alla moderna psicologia sperimentale e cognitiva in special modo, e si segnala sia per la non dogmaticità del suo assunto (che al contrario è squisitamente empirico), sia per il merito di rimuovere il pregiudizio circa la neutralità delle nostre elaborazioni inconsce; queste ultime sono – al contrario – inconfutabilmente ricollegate da Bartlett al nostro patrimonio di vissuto emotivo. 
Tradotto da: Frederic Bartlett, (1932). Remembering. Cambridge: Cambridge University Press.

Una sera, due giovani di Egulac discesero il fiume per cacciare foche, e mentre stavano lì si fece nebbioso e calmo. Udirono grida di guerra, e pensarono: "Forse è una spedizione guerresca". Fuggirono sulla spiaggia, e si nascosero dietro ad un tronco.

Tosto sopravvenivano delle canoe, ed essi udivano il fruscio delle pagaie, e videro una canoa che si dirigeva verso di loro. C'erano cinque uomini nella canoa, e dissero:

"Che ve ne pare? Vogliamo portarvi con noi per combattere con certa gente".

Disse un giovane: "Non ho frecce".

"Le frecce stanno nella canoa", risposero.

"Non verrò. Potrei restare ucciso. I miei genitori non sanno dove sono andato.
Ma tu", soggiunse volgendosi al compagno, "puoi andar con loro".

Così un giovane andò, mentre l'altro rincasò. 
Ed i guerrieri percorsero il fiume fino ad una città sull'altro lato di Kalama.

Quelli del posto corsero verso l'acqua, ed iniziarono a combattere, e molti furono uccisi. Ma ad un certo punto il giovane udì uno dei guerrieri che diceva:

"Presto, ritorniamo, quell'indiano è stato colpito".

Allora pensò: "Oh, sono spettri". Non si sentiva male, ma dicevano che egli era stato colpito.

Così le canoe fecero ritorno ad Egulac, ed il giovane sbarcò a casa sua, ed accese un fuoco. E diceva a tutti: "State a sentire, ho accompagnato i fantasmi, e combattemmo. Molti dei nostri, e molti degli avversari, caddero. Dicevano che io son stato colpito, però sto benissimo".

Finì il suo racconto, poi tacque. 
Al sorgere del sole egli cadde a terra. Qualcosa di nero uscì dalla sua bocca. La sua faccia si contorse. Tutti balzarono in piedi gridando.

Era morto.

## Inquadramento del problema
Uno dei temi più controversi nello studio della memoria, in psicologia, è la precisione nel richiamare alla mente i ricordi, specie dopo un lungo periodo di tempo.
Lo stesso psicologo svizzero Jean Piaget dovette ammettere che un drammatico evento che aveva funestato la propria infanzia, e del quale, ovviamente, conservava un vivido ricordo, non era in realtà mai avvenuto: quanto egli credeva di rammentare, era soltanto il frutto di suggestioni indotte dal racconto menzognero inventato dalla sua bambinaia, come ebbe modo di apprendere molti anni più tardi, per confessione della donna medesima.
Normalmente gli psicologi accettano l'idea che la memoria di eventi occorsi nel passato remoto (memoria di lungo termine) sia una memoria ricostruttiva: in breve, ci comportiamo – inconsciamente – come il paleontologo che da pochi reperti di osso ricostruisce, ipoteticamente, l'intero scheletro di dinosauro.
Il nostro cervello aggiunge a posteriori i tasselli d'informazione che obiettivamente non ha registrato, e – come fa il paleontologo, ma nel nostro caso in modo inconscio – scegliamo tali tasselli del mosaico che compone il ricordo in virtù di una supposta coerenza con gli elementi effettivamente immagazzinati nella nostra memoria.

## La teoria di Bartlett
Sir Frederic Bartlett prese le mosse dalla natura ricostruttiva della memoria intorno al 1930. Introdusse il termine schema per riferirsi ai temi generali che ricaviamo dall'esperienza. Per esempio, se voleste ricordare una nuova favola, cerchereste di integrare le informazioni della nuova favola con il vostro schema di ciò che s'intenda per favola.
Molti studiosi hanno dimostrato che siffatti schemi possono distorcere i ricordi degli eventi che ci formiamo. In altri termini, talora cancelliamo o omettiamo dal ricordo quei dettagli di un'esperienza che mal si conciliavano con lo schema. Per converso, possiamo sinceramente credere di ricordare dettagli – che in realtà sono inesistenti – semplicemente perché sono coerenti con lo schema.
Secondo Ernest Hilgard, gli esperimenti di Bartlett hanno significato principalmente in relazione alla forma di oblio che va sotto la denominazione di distorsione sistematica della traccia mnestica.

### «Guerra degli spettri»
Un esempio di racconto-test utilizzato da Bartlett per i suoi classici esperimenti è costituito dalla Guerra degli spettri (vedasi riquadro a margine), una (supposta) leggenda dei nativi americani. Questo racconto viene "somministrato" alle persone, che – dopo averlo letto o ascoltato – sono invitate a ripetere a mente la storia. Inevitabilmente avvengono deformazioni, aggiunte od omissioni, a cui il ricercatore attribuisce un significato alla luce della teoria dello schema di Bartlett.